# Троицкая волость (Верхнеднепровский уезд)
Троицкая волость — административно-территориальная единица Верхнеднепровского уезда Екатеринославской губернии.
По состоянию на 1886 год состояла из 4 поселений, 2 сельских общин. Население 5989 человек (2949 мужского пола и 3040 женского), 1122 дворовых хозяйства.
| Собственность  | Площадь (в т. ч. пахотной) |
| -------------- | -------------------------- |
| Сельских общин | 3539 (2889)                |
| Частная        | 24 322 (6059)              |
| Другая         | 153 (87)                   |
| Всего          | 28 014 (9035)              |

Самые большие поселения:
- Троицкое (Калиновка, Балабановка) — село при балке Жабьей в 50 верстах от уездного города, 211 человек, 40 дворов, православная церковь, школа, лавка.
- Малая Кушковка — село при балке Жабьей, 217 человек, 32 двора, лавка.
- Николаевка (Купьеваха) — село при реке Купьеваха, 800 человек, 143 двора, православная церковь, школа, 2 лавки, 3 ярмарки.
- Плоское (Тарановка, Новоселовка) — село при озере Гнилом, 281 человек, 45 дворов, 2 лавки.